# 해동역사
《해동역사》(海東繹史)는 조선 말기에 실학자 한치윤과 조카 한진서(韓鎭書)가 기전체로 서술한 사서이다. 단군조선부터 고려까지를 기전체로 기술했다. 단군조선에서 고려시대까지의 한반도 역사를 한치윤이 원편 70편을, 그의 조카 한진서(韓鎭書)가 속편 15권을 편술한 것으로, 한반도 서적 이외에 중국·일본 등 외국의 서목 550여 종에서 자료를 뽑은 것이 특징이다. 그밖에 안정복의 <동사강목>과는 달리 단군조선을 인정하여 단군에서부터 기전체로 기술한 점, 역사를 분야별로 나누어 세기(世紀)·성력(星歷)·예(禮)·악(樂)·병(兵)·형(刑)·식화(食貨)·물산(物産)·풍속(風俗)·궁실(宮室)·관씨(官氏)·석 (釋)·교빙(交聘)·예문(藝文)·인물·지리 등을 집중적으로 서술한 점, 흔히 안 다루던 숙신씨(肅愼氏)를 별개로 다룬 점 등이 모두 높이 평가된다. 이 책은 종래의 관찬사서(官撰史書)들이 취한 관료적인 편찬방법을 탈피하고, 역사와 지리의 합일을 꾀하였던 것이다.

## 개설
한치윤은 원편 70권, 한진서는 속편(續編) 15권을 저술하여 85권이다. 속편은 지리고(地理考)로 한치윤이 10여 년 작업에도 완성하지 못하고 사망하여, 조카 한진서가 뒤이어 1823년(순조 23년) 편찬을 마쳤다.
내용은 다음과 같다.
- 원편 70권
  - 권1~권16 : 단군조선부터 고려까지의 여러 나라 세기(世紀)
  - 권17 : 성력(星曆)
  - 권18권~권22 : 예악(禮樂)
  - 권23 : 병지(兵志)
  - 권24 : 형법
  - 권25 : 식화(食貨)
  - 권26~권27 : 물산
  - 권28 : 풍속
  - 권29 : 궁궐
  - 권30~권31 : 관제
  - 권32 : 석가(釋家)
  - 권33~권41 : 교빙(交聘 : 외교)
  - 권42~권59 : 예문(藝文)
  - 권60 : 숙신(肅愼)
  - 권61~권66 : 비어(備禦 : 미리 준비하여 막음)
  - 권67~권70 : 인물
- 속편 15권 : 지리 서술.

## 참고 문헌
- 한국역사정보 통합시스템
- 이 문서에는 다음커뮤니케이션(현 카카오)에서 GFDL 또는 CC-SA 라이선스로 배포한 글로벌 세계대백과사전의 "〈실학의 융성〉중 『해동역사』" 항목을 기초로 작성된 글이 포함되어 있습니다.